# Engbjerg Sogn
Engbjerg Sogn er et sogn i Lemvig Provsti (Viborg Stift).
Harboøre Sogn var i Middelalderen et selvstændigt pastorat, men efter en oversvømmelse i 1555 kom der ordre om at rive Harboøre Kirke ned. Det skete dog ikke, men sogneboerne skulle så søge Engbjerg Kirke. Engbjerg blev hovedsognet indtil 1810, hvor det blev anneks til Hygum Sogn. Harboøre Sogn blev igen et selvstændigt pastorat, men fik i 1824 Engbjerg Sogn som anneks. Alle 3 sogne hørte til Vandfuld Herred i Ringkøbing Amt.
Harboøre-Engbjerg sognekommune blev ved kommunalreformen i 1970 indlemmet i Thyborøn-Harboøre Kommune, der ved strukturreformen i 2007 indgik i Lemvig Kommune.
I Engbjerg Sogn ligger Engbjerg Kirke.
I sognet findes følgende autoriserede stednavne:
- Engbjerg (ejerlav)
- Kringel (bebyggelse)
- Mellemvese (vandareal)
- Nejrup (bebyggelse)
- Nørrevese (vandareal)